# Tattoo-allergie
Een tattoo-allergie of tatoeage-allergie is de allergische reactie die kan ontstaan bij een tatoeage of permanente make-up. Er zijn verschillende complicaties, zoals infecties, allergische reacties, sarcoïdose, psoriasis, littekens of pigmentafwijkingen. Een allergische reactie is een overdreven reactie van het afweersysteem op een bepaalde stof. De meest voorkomende soort tattoo-allergie is een contactallergische (type IV allergie) reactie op tatoeage-inkt. Tatoeage-inkt bestaat uit een combinatie van water, glycerine, alcohol en verschillende kleurpigmenten. Bij een tattoo-allergie is het vaakst het rode pigment betrokken. Waarom de kleur rood zo vaak is aangedaan, is nog onbekend.
Zelden zijn er ook andere allergische reacties rondom het tatoeëren, zoals een allergie voor de latex handschoenen van de tatoeëerder of een allergie voor een bestanddelen van de 'tattoo aftercare' producten (bepaalde zalven of crèmes). Mensen die een colofoniumallergie hebben, kunnen hier allergisch op reageren. Deze allergie omvat allergie op allerlei plaksels, waxen, harsen en soms pleisters in combinatie met eczeem.

## Klachten
Een allergische reactie op tattoo-inkt kan ontstaan binnen enkele dagen tot vele jaren na het zetten van de tatoeage. Onderzoek toonde aan dat het gemiddeld binnen 1 jaar optreedt. De klachten kunnen bestaan uit jeuk, zwelling, pijn, opgezette tattoo, wonden, bulten of blaren. In sommige gevallen lijkt zonlicht de klachten te verergeren. De klachten zijn in principe chronisch, omdat de stof die de allergie veroorzaakt (pigment) blijvend aanwezig is in de lederhuid. 

## Onderzoek
De diagnose wordt over het algemeen gesteld op basis van het klachtenpatroon en de huidafwijkingen. Soms wordt er een huidbiopt afgenomen om andere huidziekten uit te sluiten. Allergietesten (plakproeven) worden over het algemeen niet gedaan, bij gebrek aan betrouwbare testreeksen met tattoo-inkten. Het vóóraf verrichten van allergietesten is eveneens niet betrouwbaar, omdat de allergie juist na vele jaren nog kan ontstaan. De stof die de allergische reactie bij rode tatoeages veroorzaakt is nog onbekend. Een huidige theorie is dat de reacties worden veroorzaakt door een afbraakproduct van bepaalde azo pigmenten. Het lijkt overigens niet zo dat nikkel of paraphenyleendiamine (zit in o.a. haarverf) een rol spelen bij deze allergieën.

## Behandeling
De overdreven reactie van het afweersysteem in de huid kan vaak goed onderdrukt worden met zalven of crèmes met corticosteroïden. Ook kunnen de corticosteroïden worden geïnjecteerd in de huid. Als deze onvoldoende werken kan er behandeld worden met een (ablatieve) laser. Het is belangrijk om met de juiste soort laser te behandelen, omdat sommige lasers juist de klachten kunnen verergeren. Bij kleine tatoeages wordt er soms gekozen voor chirurgische verwijdering. Voor specifieke locaties (o.a. in het gezicht) kan er in uitzonderlijke gevallen ook behandeld worden met bepaalde afweeronderdrukkende medicijnen. 
Wereldwijd zijn er enkele centra waar patiënten terecht kunnen die zich gespecialiseerd hebben in complicaties bij tatoeages:  
1. The Tattoo Clinic, Bispebjerg Hospital in Kopenhagen, Denemarken
2. Tattoo Consultation, Hôpital Bichat-Claude-Bernard in Parijs, Frankrijk
3. De Academische Tattoopoli, Amsterdam UMC, de eerste Nederlandse poli waar mensen met problemen door tatoeages terecht kunnen, verbonden aan het Amsterdam UMC
4. De Tattoopoli, Alrijne Ziekenhuis, Leiden, Nederland